# Morelmaison
Morelmaison là một xã, nằm ở tỉnh Vosges trong vùng Grand Est của Pháp. Xã này có diện tích 5,48 kilômét vuông, dân số năm 1999 là 177 người. Xã này nằm ở khu vực có độ cao trung bình 320 m trên mực nước biển.
Dân địa phương tiếng Pháp gọi là Mormageons.

## Biến động dân số
| 1962                                         | 1968 | 1975 | 1982 | 1990 | 1999 |
| -------------------------------------------- | ---- | ---- | ---- | ---- | ---- |
| 119                                          | 234  | 230  | 231  | 188  | 177  |
| Số liệu từ năm 1962: Dân số không tính trùng |      |      |      |      |      |